# Jane Alexander
Jane Alexander, amb el nom de soltera Jane Kuigley, (Boston, 28 d'octubre de 1939) és una actriu i productora de cinema estatunidenca.

## Biografia
Filla de Thomas B. Quigley, un ortopeda d'origen irlandès i alemany, i de Ruth Elizabeth Pearson, una infermera de família de Nova Escòcia, Canadà, es va diplomar en la Beaver Country Day School, un col·legi femení de Chestnut Hill.
Empesa pel pare a anar a una escola on aprengués interpretació, Alexander va anar al Sarah Lawrence College, a Bronxville, Nova York, on va aprendre teatre, però va estudiar també matemàtiques, en particular programació informàtica, per si no li haguessin anat bé les coses com a actriu. Jane va anar a la Universitat d'Edimburg, Escòcia, on va formar part de l'Edinburgh University Dramatic Society. Aquesta experiència va fer més forta la seva determinació a continuar com a actriu.
Va conèixer el seu primer marit, Robert Alexander, a l'inici dels anys seixanta a Nova York, on ambdós estaven començant la carrera d'actors. Van tenir un únic fill, nascut el 1964, i es van divorciar pocs anys després. Alexander actuava regularment en diversos teatres regionals i com a directora artística de l'Arena Stage de Washington, DC, on va conèixer el productor Edwin Sherin. Els dos es van fer bons amics i de seguida van començar una relació. Un cop divorciats dels respectius cònjuges, es van casar, el 1975. Entre ambdós tenien quatre fills, el fill de l'Alexander, Jace, un director de televisió, i els tres fills de Sherin, Tony, Geoffrey i Jon, del precedent matrimoni.
El 1967, va interpretar Eleanor Backman en la producció original de Howard Sackler The Great White Hope a l'Arena Stage. El coprotagonista, James Earl Jones, va voler interpretar-la a Broadway (1968), i hi guanyà un premi Tony, i la pel·lícula que es va fer a continuació (1970) va ser nominada a l'Oscar.
Entre altres interpretacions de Jane Alexander, cal destacar Tots els homes del president (1976), Kramer contra Kramer (1979) i Testament (1983), per les quals va obtenir la nominació a l'Oscar; a més, hi va actuar en Brubaker (1980), The Cider House Rules (1999) i Fur (2006).
Alexander va interpretar Eleanor Roosevelt en dues produccions televisives, Leanor and Franklin i Eleanor and Franklin: The White House Years, i la mare de Franklin Delano Roosevelt, Sara Delano Roosevelt, en la producció HBO Warm Springs amb Kenneth Branagh i Cynthia Nixon, i n'obtingué un premi Emmy com a millor actriu no protagonista.

## Filmografia
Filmografia:

### Actriu
- 1970: The Great White Hope: Eleanor Backman
- 1971: El duel: Nora Tenneray
- 1972: Welcome Home, Johnny Bristol (TV): Anne Palmer
- 1972: Els nous centurions (The New Centurions) de Richard Fleischer: Dorothy Fehler
- 1973: Miracle on 34th Street (TV): Karen Walker
- 1974: This Is the West That Was (TV): Sarah Shaw
- 1975: Death Be Not Proud (TV): Frances Gunther
- 1976: Eleanor and Franklin (TV): Eleanor Roosevelt, 18-60
- 1976: Tots els homes del president (All the President's Men): Judy Hoback
- 1977: A Circle of Children (TV): Mary MacCracken
- 1977: Eleanor and Franklin: The White House Years (TV): Eleanor Roosevelt
- 1978: The Betsy: Alicia Hardeman
- 1978: A Question of Love (TV): Barbara Moreland
- 1978: Lovey: A Circle of Children, part II (TV): Mary MacCracken
- 1979: Kramer contra Kramer (Kramer vs. Kramer): Margaret Phelps
- 1980: Brubaker: Lillian Gray
- 1980: Playing for Time (TV): Alma Rosa
- 1981: Night Crossing de Delbert Mann: Doris Strelzyk
- 1981: Dear Liar (TV): Mrs. Patrick Campbell
- 1982: In the Custody of Strangers (TV): Sandy Caldwell
- 1983: L'últim testament (Testament): Carol Wetherly
- 1984: When She Says No (TV): Nora Strangis
- 1984: Calamity Jane (TV): Martha Jane Canary
- 1984: Una ciutat molt calenta (City Heat): Addy
- 1985: Malice in Wonderland (TV): Hedda Hopper
- 1986: Drug Free Kids: A Parents' Guide (vídeo)
- 1986: Blood & Orchids (TV): Doris Ashley
- 1987: Sweet Country: Anna
- 1987: Square Dance: Juanelle
- 1987: In Love and War (TV): Sybil Stockdale
- 1988: A Friendship in Vienna (TV): Hannah Dournenvald
- 1988: Open Admissions (TV): Ginny Carlsen
- 1989: Temps de glòria (Glory): Sarah Blake Sturgis Shaw
- 1990: Daughter of the Streets (TV): Peggy Ryan
- 1991: A Marriage: Georgia O'Keeffe and Alfred Stieglitz (TV): Georgia O'Keeffe
- 1992: Stay the Night (TV): Blanca Kettman
- 1999: The Cider House Rules: infermera Edna
- 2001: Jenifer (TV): Marilyn Estess
- 2001: Bitter Winter (TV)
- 2002: Sunshine State de John Sayles: Delia Temple
- 2002: The Ring: Dra. Grasnik
- 2004: Carry Me Home (TV): Mrs. Gortimer
- 2005: Warm Springs (TV): Sara Delano Roosevelt
- 2007: El joc de l'amor (Feast of Love) de Robert Benton: Esther Stevenson
- 2009: Unborn: Sofi Kosma
- 2009: Terminator Salvation de McG: Virginia
- 2011: Dream House de Jim Sheridan: la metgessa Greeley
- 2011: A Royal Romance (TV): reina Elizabeth II
- 2011: Deck the Halls (TV): Nora Regan Reilly
- 2013: Mr. Morgan's Last Love de Sandra Nettelbeck: Joan
- 2019: Modern Love (Web TV): Margot

### Productora
- 1984: Calamity Jane (TV)

## Premis i nominacions

### Premis
- 1981: Primetime Emmy a la millor actriu secundària en minisèrie o telefilm per Playing for Time
- 2005: Primetime Emmy a la millor actriu secundària en minisèrie o telefilm per Warm Springs

### Nominacions
- 1971: Oscar a la millor actriu per The Great White Hope
- 1976: Primetime Emmy a la millor actriu en sèrie dramàtica per Eleanor and Franklin
- 1977: Oscar a la millor actriu secundària per Tots els homes del president
- 1977: Primetime Emmy a la millor actriu en sèrie dramàtica per Eleanor and Franklin: The White House Years
- 1980: Oscar a la millor actriu secundària per Kramer contra Kramer
- 1980: Globus d'Or a la millor actriu secundària per Kramer contra Kramer
- 1984: Oscar a la millor actriu per Testament
- 1984: Globus d'Or a la millor actriu dramàtica per Testament
- 1984: Primetime Emmy a la millor actriu en minisèrie o especial per Calamity Jane
- 1985: Primetime Emmy a la millor actriu en minisèrie o especial per Malice in Wonderland
- 2000: Primetime Emmy a la millor actriu convidada en sèrie dramàtica per Law & Order